# Sa scomuniga de predi Antiogu arrettori de Masuddas
Sa scomuniga de predi Antiogu arrettori de Masuddas è un componimento satirico in versi scritto da anonimo e databile intorno alla metà del XIX secolo.
Il componimento è una lunga predica fatta da Padri Antiogu, parroco di Masullas, dedicata agli ignoti ladri che hanno rubato il suo bestiame. In questi versi Padri Antiogu, espressione della cultura paesana, scomunica ufficialmente (usando le formule latine, unici versi non in sardo) i malfattori e condanna i vizi e i peccati della sua comunità, dai giovani agli anziani.

## Storia delle edizioni
La prima edizione stampata del poema risale al 1879, ad opera dalla tipografia del Corriere di Sardegna in Cagliari, su un foglio destinato al pubblico popolare. La composizione della poesia risale però a molti anni prima, ed è probabilmente databile intorno al 1850 periodo di grande polemica nell'isola da parte del clero per l'abolizione delle decime a cui "Sa scomuniga" fa riferimento. 
Nel 1942 la poesia fu raccolta e stampata dallo studioso Max Leopold Wagner  che di essa disse "non ha pretensioni letterarie, ma non manca di “vis comica”, appunto perché rispecchia anch'essa la mentalità primitiva e la lingua piena di nasalizzazioni, di trasposizioni di suoni e di spropositi della gente campagnuola.". In tempi più recenti è stata pubblicata nel 1983 un'altra ricostruzione del testo da parte di Antonello Satta.